# Фарандури, Мария
Мария Фарандури (греч. Μαρία Φαραντούρη, род. 28 ноября 1947, Афины) — греческая певица и общественный деятель.
Наиболее известна своим сотрудничеством с композитором Микисом Теодоракисом, которое началось ещё в 1965 г., когда Фарандури записала первый диск с вокальным циклом Теодоракиса «Маутхаузенская баллада». За ним последовали «Цыганский романсеро» на стихи Федерико Гарсиа Лорки, «Всеобщая песнь» на стихи Пабло Неруды и многие другие совместные работы.
В 1989—1993 гг. Фарандури была членом Парламента Греции от партии Всегреческое социалистическое движение.